# أبو النصر (أسوان)
قرية أبو النصر هي إحدى القرى التابعة لمركز إدفو في محافظة أسوان في جمهورية مصر العربية.